# Adelina Otero-Warren
María Adelina Isabel Emilia Otero-Warren, nota anche con lo pseudonimo di Nina Otero-Warren (Los Lunas, 23 ottobre 1881 – Santa Fe, 3 gennaio 1965), è stata un'attivista e politica statunitense, suffragista e prima donna latinoamericana a candidarsi per il Congresso degli Stati Uniti.
Nel 2022 l'United States Mint ha prodotto, nell'ambito dell'iniziativa American Women Quarters Program, un quarto di dollaro raffigurante Otero-Warren.